# Lia Tilon
Lia Tilon (* 1965 in Broek in Waterland, Niederlande) ist eine niederländische Schriftstellerin.

## Leben
Lia Tilon begann eine Ausbildung in klassischem Ballett, brach diese aber im Alter von 15 Jahren ab. Nach einer Phase mit verschiedenen Jobs arbeitete sie  lange Zeit als Justizvollzugsbeamtin. Ihr Romandebüt legte sie 2002 mit dem Titel Huizen van papier (dt. „Haus aus Papier“) vor.
Neben ihren Romanen schreibt sie Kurzgeschichten, die in den Literaturzeitschriften De Gids und Tirade erschienen sind. 2017 versuchte sie mit dem Projekt Vreemde ogen dwingen einen kreativen Einstieg in die Sozialen Medien. Sie sammelte online Eindrücke zu einem Foto des US-amerikanischen Fotografen Gregory Crewdson und verarbeitete diese zu einer Kurzgeschichte.
Ihr 2017 erschienener vierter Roman Der Archivar der Welt ist das erste ihrer Bücher, das ins Deutsche übersetzt wurde (2019). Er basiert auf der Weltreise des Philanthropen Albert Kahn und seiner Vision, Menschen und Kulturen durch Fotografien einander näherzubringen und so dem Frieden zu dienen. Der Roman verarbeitet die Geschichte in Form eines fiktiven Tagebuchs von Kahns Chauffeur und Fotografen Alfred Dutertre.

## Werke
- Huizen van papier. De Arbeiderspers, Amsterdam 2002, ISBN 978-90-295-4896-0 (niederländisch, E-Book-Ausgabe 2011).
- Nummer 3. De Arbeiderspers, Amsterdam 2005, ISBN 978-90-295-6267-6 (niederländisch).
- Zielhond. Cossee, Amsterdam 2012, ISBN 978-90-5936-327-4 (niederländisch).
- Archivaris van de wereld. Cossee, Amsterdam 2017, ISBN 978-90-5936-692-3 (niederländisch).

### In deutscher Übersetzung
- Der Archivar der Welt. dtv Verlagsgesellschaft, München 2019, ISBN 978-3-423-43628-1 (niederländisch: Archivaris van de wereld. Amsterdam 2017. Übersetzt von Ulrich Faure).